# Joséphine Daram
Marie-Joséphine Daram, dite Joséphine Daram ou Marie Daram, née le 13 mars 1845 à Toulouse où elle est morte le 4 aout 1926, est une artiste lyrique française.

## Biographie
Fille de modestes artisans, à 12 ans, elle entre au conservatoire de Toulouse où elle obtient, en 1863, un premier prix. Elle poursuit ses études au Conservatoire national de musique et de déclamation où le 20 juillet 1864, elle reçoit le premier prix de chant, à l'unanimité. Le 15 janvier 1865, elle débute au Théâtre Lyrique dirigé par Léon Carvalho, dans le rôle de Chérubin des Noces de Figaro. Elle y chante pendant 5 ans.
Olivier Halanzier, alors directeur du nouvel Opéra de Paris, l'engage. Elle interprète le 16 novembre 1874 le rôle du page Urbain dans Les Huguenots de Meyerbeer.
Le 20 mai 1880 a lieu, à l'Opéra, le second des Concerts historiques créés par Auguste Vaucorbeil, alors directeur de l'Opéra de Paris. Il fait exécuter La Vierge, légende sacrée, de Jules Massenet. Gabrielle Krauss et Joséphine Daram en sont les principales et « bien splendides » interprètes, selon Massenet lui-même.
En 1880, elle chante le rôle de Mathilde dans Guillaume Tell avec Léon Melchissédec comme partenaire en juillet et avec Jean Lassalle en septembre.
Le 1er avril 1881, elle crée le rôle de Xaïma dans Le Tribut de Zamora de Gounod à l’Opéra de Paris, dirigé par Gounod lui-même. La rencontre de Xaïma et d’Hermosa (Gabrielle Krauss), à la fin du troisième acte, fait « une grande impression ».
En 1881, elle se retire en pleine gloire. En 1883, elle épouse Félix Bernard, vétérinaire au régiment d'artillerie de Castres ; désormais, elle vit retirée dans sa ville natale, prématurément veuve et, durant ses derniers mois, atteinte de paralysie.

## Répertoire
à l'Opéra de Paris
- Les Huguenots (Urbain, 1874 ; Marguerite, 1875) ;
- La Juive (Eudoxie, 1875) ;
- Guillaume Tell (Jemmy, 1875 ; Mathilde, 1876) ;
- Faust (Siébel, 1875 ; Marguerite, 1877) ;
- Don Juan (Zerline, 1876) ;

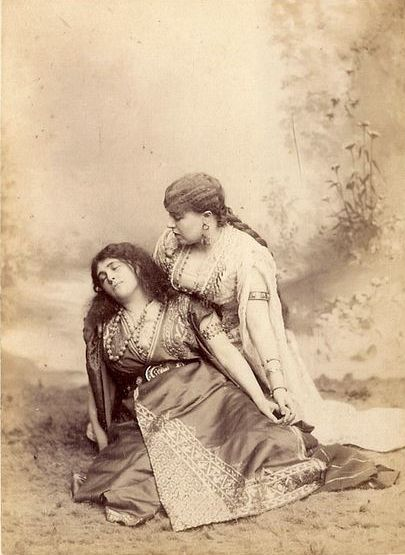
Gabrielle Krauss & Josephine Daram dans le Tribut de Zamora par Benque.jpg par Wilhelm Benque, 1881.

- Der Freischütz (Anette, 1876),
- Robert le diable (Isabelle, 1877) ;
- L'Africaine (Inès, 1877) ;
- Hamlet (Ophélie, 1878) ;
- La Muette de Portici (Elvire, 1879) ;
- Le Comte Ory (la Comtesse, 1880) ;

Elle a créé :
- Jeanne d'Arc (Agnès Sorel, 1876), d'Auguste Mermet ;
- La Reine Berthe (Berthe, 1878), livret de Jules Barbier ; musique de Victorin Joncières ;
- La Vierge (l'archange Gabriel, 1880) ;
- Le Tribut de Zamora (Xaïma, 1881).

## Sources
Le Ménestrel, Paris, 1833-1940 (lire en ligne), lire en ligne sur Gallica